# Степкины
Степкины — деревня в Слободском районе Кировской области в составе Денисовского сельского поселения.

## География
Находится на расстоянии примерно 3 км на север-северо-запад от районного центра города Слободской.

## История
Была известна с 1678 года как деревня Житкое Пестово или Загребино с 1 двором, в 1719 уже Воробьевская. В 1873 году учтено здесь дворов 3 и жителей 21, в 1905 (деревня уже Воробьевская или Степкины) 5 и 52, в 1926 10 и 48, в 1950 11 и 44, в 1989 оставалось 7 жителей. Нынешнее название окончательно утвердилось с 1939 года. 

## Население
Постоянное население  составляло 1 человек (русские 100%) в 2002 году, 2 в 2010.